# Championnat de Suisse de tchoukball LNA 2008-2009
Navigation
Édition précédente Édition suivante
La ligue nationale A du championnat de Suisse de tchoukball est la première division du tchoukball suisse. L'édition 2008-2009 oppose 8 équipes qui viennent toutes de Suisse romande.
L'équipe de Genève a remporté le premier titre de champion de son histoire, titre qui était détenu depuis cinq ans par le TBC Lausanne, privant ainsi les Lausannois d'un deuxième triplé consécutif (championnat, coupe nationale et coupe d'Europe).

## Format de la compétition
Chaque équipe joue deux matches (aller-retour) contre chaque autre équipe. Une victoire rapporte trois points, un, match nul deux points et une défaite un point. Un match perdu par forfait ne rapporte pas de point. Au terme de la saison, en cas d'égalité de points, les équipes sont départagées de la manière suivante:
1. Confrontations directes: points obtenus, puis différence de points et enfin points marqués.
2. Tous les matches: différence de points puis points marqués.

À l'issue du premier tour:
- Les quatre premières équipes disputent les play-offs, sous la forme de demi-finales puis finale et petite finale, se jouant au meilleur des trois matches (une équipe accède au tour suivant lorsqu'elle a remporté deux matches).
- Les équipes classées cinquième et sixième ont terminé leur saison.
- La septième et la huitième équipe disputent les barrages de promition-relégation contre les deux meilleures équipes de la LNB, selon le même format que les play-offs.

Les matches se jouent selon les règles officielles de la FITB, à quelques exceptions près:
- Les matches se jouent selon les règles du tchoukball sur terrain réduit (7 joueurs).
- Les équipes sont obligatoirement mixtes, à l'exception de l'équipe nationale féminine, qui bénéficie d'une dérogation au règlement.
- Les matches se jouent en trois tiers-temps de 15 minutes.

## Equipes participantes
- TBC Lausanne 1 (tenant du titre)
- TBC La Chaux-de-Fonds (vice-champion)
- TBC Genève 1
- TBC Val-de-Ruz 1
- TBC Nyon
- TBC Lausanne 2
- Équipe nationale féminine
- TBC Chambésy (promu)

## Résultats et classements

### Saison régulière

#### Tableau des matches
|                        | Cha   | CdF   | ESF | Gen | Nyo   | La1   | La2   | VdR   |
| ---------------------- | ----- | ----- | --- | --- | ----- | ----- | ----- | ----- |
| Lausanne 1             |       | 57-38 |     |     |       |       |       |       |
| La Chaux-de-Fonds      |       |       |     |     |       |       |       |       |
| Genève                 |       |       |     |     |       | 64-62 |       | 61-60 |
| Val-de-Ruz             |       | 66-64 |     |     |       |       |       |       |
| Nyon                   |       |       |     |     |       |       | 60-54 |       |
| Lausanne 2             |       |       |     |     |       |       |       |       |
| Équipe suisse féminine | 25-61 |       |     |     | 44-51 |       |       |       |
| Chambésy               |       |       |     |     |       |       | 72-40 |       |

#### Matches par journée

##### 1rejournée
| Date              | Match                             | Score |
| ----------------- | --------------------------------- | ----- |
| 19 septembre 2008 | Lausanne 1 - La Chaux-de-Fonds    | 57-38 |
| 19 septembre 2008 | Genève - Val-de-Ruz               | 61-60 |
| 24 septembre 2008 | Nyon - Lausanne 2                 | 60-54 |
| 26 septembre 2008 | Équipe suisse féminine - Chambésy | 25-61 |

##### 2ejournée
| Date           | Match                          | Score |
| -------------- | ------------------------------ | ----- |
| 3 octobre 2008 | Chambésy - Lausanne 2          | 72-40 |
| 3 octobre 2008 | Genève - Lausanne 1            | 64-62 |
| 6 octobre 2008 | Val-de-Ruz - La Chaux-de-Fonds | 66-64 |
| 8 octobre 2008 | Équipe suisse féminine - Nyon  | 44-51 |

##### 3ejournée
| Date | Match | Score |
| ---- | ----- | ----- |
|      |       |       |
|      |       |       |
|      |       |       |
|      |       |       |

##### 4ejournée
| Date | Match | Score |
| ---- | ----- | ----- |
|      |       |       |
|      |       |       |
|      |       |       |
|      |       |       |

##### 5ejournée
| Date | Match | Score |
| ---- | ----- | ----- |
|      |       |       |
|      |       |       |
|      |       |       |
|      |       |       |

##### 6ejournée
| Date | Match | Score |
| ---- | ----- | ----- |
|      |       |       |
|      |       |       |
|      |       |       |
|      |       |       |

##### 7ejournée
| Date | Match | Score |
| ---- | ----- | ----- |
|      |       |       |
|      |       |       |
|      |       |       |
|      |       |       |

##### 8ejournée
| Date | Match | Score |
| ---- | ----- | ----- |
|      |       |       |
|      |       |       |
|      |       |       |
|      |       |       |

##### 9ejournée
| Date | Match | Score |
| ---- | ----- | ----- |
|      |       |       |
|      |       |       |
|      |       |       |
|      |       |       |

##### 10ejournée
| Date | Match | Score |
| ---- | ----- | ----- |
|      |       |       |
|      |       |       |
|      |       |       |
|      |       |       |

##### 11ejournée
| Date | Match | Score |
| ---- | ----- | ----- |
|      |       |       |
|      |       |       |
|      |       |       |
|      |       |       |

##### 12ejournée
| Date | Match | Score |
| ---- | ----- | ----- |
|      |       |       |
|      |       |       |
|      |       |       |
|      |       |       |

##### 13ejournée
| Date | Match | Score |
| ---- | ----- | ----- |
|      |       |       |
|      |       |       |
|      |       |       |
|      |       |       |

##### 14ejournée
| Date | Match | Score |
| ---- | ----- | ----- |
|      |       |       |
|      |       |       |
|      |       |       |
|      |       |       |

#### Classement
| Rang | Équipe                 | J  | G  | N | P  | F | PP  | PC  | Diff. | Pts |
| ---- | ---------------------- | -- | -- | - | -- | - | --- | --- | ----- | --- |
| 1    | TBC Lausanne 1         | 14 | 13 | 0 | 1  | 0 | 813 | 630 | +183  | 40  |
| 2    | TBC Chambésy           | 14 | 12 | 0 | 2  | 0 | 897 | 686 | +211  | 38  |
| 3    | TBC Genève 1           | 14 | 10 | 0 | 4  | 0 | 868 | 796 | +72   | 34  |
| 4    | TBC La Chaux-de-Fonds  | 14 | 7  | 0 | 7  | 0 | 830 | 763 | +67   | 28  |
| 5    | TBC Val-de-Ruz         | 14 | 6  | 0 | 8  | 0 | 795 | 778 | +17   | 26  |
| 6    | TBC Lausanne 2         | 14 | 5  | 0 | 9  | 0 | 627 | 738 | -111  | 24  |
| 7    | TBC Nyon               | 14 | 3  | 0 | 11 | 0 | 628 | 786 | -158  | 20  |
| 8    | Équipe suisse féminine | 14 | 0  | 0 | 14 | 0 | 531 | 812 | -281  | 14  |

J: Matches joués; G: Matches gagnés (3 pts); N: Matches nuls (2 pts); P: Matches perdus (1 pt); F: Matches perdus par forfait (0 pt); PP: Points marqués; PC: Points perdus; Diff.: Différence de points; Pts: Points

1er - 4e: Play-offs

5e - 6e: Finale pour la 5e place

7e - 8e: Barrages de promotion-relégation

## Play-offs

### Pour le titre
|  |                   |            |            |            |            |     |    |        |        |        |        |        |
|  | 1/2 finale        | 1/2 finale | 1/2 finale | 1/2 finale | 1/2 finale |     |    | Finale | Finale | Finale | Finale | Finale |
|  |                   |            |            |            |            |     |    |        |        |        |        |        |
|  |                   |            |            |            |            |     |    |        |        |        |        |        |
|  | Lausanne          | 2          | 55         | 64         |            |     |    |        |        |        |        |        |
|  | Lausanne          | 2          | 55         | 64         |            |     |    |        |        |        |        |        |
|  | La Chaux-de-Fonds | (0)        | 50         | 49         |            |     |    |        |        |        |        |        |
|  | La Chaux-de-Fonds | (0)        | 50         | 49         | Lausanne   | (0) | 62 | 69     |        |        |        |        |
|  |                   |            |            |            |            | (0) | 62 | 69     |        |        |        |        |
|  |                   |            | Genève     | 2          | 64         | 70  |    |        |        |        |        |        |
|  | Chambésy          | (1)        | Genève     | 2          | 64         | 70  | 64 | 64     | 66     |        |        |        |
|  | Chambésy          | (1)        |            |            |            |     | 64 | 64     | 66     |        |        |        |
|  | Genève            | 2          | 67         | 63         | 67         |     |    |        |        |        |        |        |
|  | Genève            | 2          | 67         | 63         | 67         |     |    |        |        |        |        |        |

#### Finale pour la3eplace
|  |                   |     |    |  |  |
|  | Finale            |     |    |  |  |
|  |                   |     |    |  |  |
|  |                   |     |    |  |  |
|  | Chambésy          | (1) | 69 |  |  |
|  | Chambésy          | (1) | 69 |  |  |
|  | La Chaux-de-Fonds | (0) | 61 |  |  |

#### Finale pour la5eplace
|  |            |     |    |    |  |
|  | Finale     |     |    |    |  |
|  |            |     |    |    |  |
|  |            |     |    |    |  |
|  | Val-de-Ruz | 2   | 67 | 58 |  |
|  | Val-de-Ruz | 2   | 67 | 58 |  |
|  | Lausanne 2 | (0) | 49 | 52 |  |

## Promotion-relégation
|  |              |     |    |    |  |
|  | Finale       |     |    |    |  |
|  |              |     |    |    |  |
|  |              |     |    |    |  |
|  | Nyon         | 2   | 65 | 53 |  |
|  | Nyon         | 2   | 65 | 53 |  |
|  | Val-de-Ruz 2 | (0) | 62 | 46 |  |

|  |                        |     |    |    |  |
|  | Finale                 |     |    |    |  |
|  |                        |     |    |    |  |
|  |                        |     |    |    |  |
|  | Equipe suisse féminine | 2   | 61 | 50 |  |
|  | Equipe suisse féminine | 2   | 61 | 50 |  |
|  | Lancy                  | (0) | 49 | 48 |  |

Nyon et l'équipe suisse féminine conservent leur place en LNA; Lancy et Val-de-Ruz 2 restent en LNB.